# Vicia tsydenii
Vicia tsydenii là một loài thực vật có hoa trong họ Đậu. Loài này được Malyschev miêu tả khoa học đầu tiên.